# Papillons noirs
 (décembre 2024).
Si vous disposez d'ouvrages ou d'articles de référence ou si vous connaissez des sites web de qualité traitant du thème abordé ici, merci de compléter l'article en donnant les références utiles à sa vérifiabilité et en les liant à la section « Notes et références ».
 (décembre 2024).
Pour plus de détails, voir Fiche technique et Distribution.
Papillons noirs (titre original : Mariposas negras) est un film d'animation espagnol et panaméen réalisé par David Baute, sorti en 2024.

## Synopsis
Trois femmes de régions du monde très différentes font face au même problème : le changement climatique. Vanessa, Lobuin et Soma perdent tout à cause des effets du réchauffement climatique et doivent émigrer pour survivre.

## Distinctions
- Prix Gaudí 2025 : meilleur film d'animation[2]